# ایندین ماونتین لیک (پنسیلوانیا)
ایندین ماونتین لیک (به انگلیسی: Indian Mountain Lake) یک منطقهٔ مسکونی در ایالات متحده آمریکا است که در پنسیلوانیا واقع شده‌است. ایندین ماونتین لیک ۱۶٫۷ کیلومتر مربع مساحت و ۴٬۳۷۲ نفر جمعیت دارد و ۵۴۴٫۰۷ متر بالاتر از سطح دریا واقع شده‌است.